# Khan Na Yao
Khan Na Yao est l’un des 50 khets de Bangkok, Thaïlande.

## Points d'intérêt
- Siam Park City